# Rémi Harrel
Rémi Harrel est un arbitre international français de football né le 9 mars 1954 à Saint-Dizier. 
Il a été arbitre en Division 1 de 1983 à 2000 et arbitre international de 1989 à 1999. Il a notamment arbitré la finale de la Coupe de France de football 1992-1993. 
Il est aujourd’hui Animateur Technique National à la Fédération française de football, responsable de la formation des arbitres et également manager des arbitres de Ligue 1.